# Transbassac
Cet article possède un paronyme, voir Bassac.
Le Transbassac (parfois Trans-Bassac) est une région historique de l'Indochine française. Il fait aujourd'hui partie du Vietnam.

## Géographie
Le Transbassac correspond aux terres s'étendant à l'ouest du delta du Mékong (Transbassac signifie littéralement : « au-delà du Bassac », défluent occidental du fleuve Mékong) jusqu'au Cambodge.
Le Transbassac est une région naturellement couverte de mangroves.

## Histoire
Le Transbassac est longtemps resté sauvage, habité de rares populations vivant de la cueillette et d'une riziculture extensive. Elle accueille à partir du XVIIe siècle une immigration chinoise, avec l'intention de faire défricher la zone.
La région est sujette aux activités illégales et à la piraterie, entre la fin du XIXe et au début du XXe siècle.
Lors de la colonisation française de l'Indochine, l'administration coloniale tente de valoriser cette zone constituant la partie occidentale de la Cochinchine. Elle tente d'y généraliser la riziculture, mais après l'indépendance, cette activité tomba à l'abandon.
Pendant la guerre d'Indochine, la région est le lieu d'actions de guérilla du Việt Minh.